# I Believe (singel EMF)
I Believe – drugi singel brytyjskiej grupy EMF z debiutanckiego albumu Schubert Dip. Utwór znalazł się na 27. miejscu Listy Przebojów Trójki.

## Lista Utworów

### Europe CD Maxi Single[2]
1. I Believe 3:16
2. I Believe (Dean Age Rampage Remix) 6:31
3. When You’re Mine (Live) 4:10
4. Unbelievable (Funk Mix) 5:14

### 12Vinyl UK[3]
1. I Believe (Dean Age Rampage Remix) 6:31
2. Unbelievable (Funk Mix) 5:14
3. When You’re Mine (Live) 4:10

### 7Vinyl UK[4]
1. I Believe 3:16
2. When You're Mine (Live) 4:10